# Liste von Bergen und Erhebungen in Simbabwe
Dies ist eine Liste von Bergen und Erhebungen in Simbabwe:
| Höhe   | Name           | Region     | Koordinate            | Bemerkung        |
| ------ | -------------- | ---------- | --------------------- | ---------------- |
| 2991 m | Inyangani      | Manicaland | 18° 18′ S, 032° 51′ O | höchste Erhebung |
| 2404 m | Rukotso        | Manicaland | 18° 05′ S, 032° 46′ O |                  |
| 2227 m | Nyangui        | Manicaland | 17° 53′ S, 032° 44′ O |                  |
| 2161 m | Manyoli        | Manicaland | 18° 23′ S, 032° 39′ O |                  |
| 2037 m | Nyamakanga     | Manicaland | 18° 14′ S, 032° 43′ O |                  |
| 2029 m | Nusa           | Manicaland | 18° 43′ S, 032° 49′ O |                  |
| 2004 m | Mount Dombo    | Manicaland | 18° 17′ S, 032° 28′ O |                  |
| 1954 m | Ruuinji        | Manicaland | 18° 39′ S, 032° 46′ O |                  |
| 1912 m | Gomoringanyani | Manicaland | 18° 49′ S, 032° 46′ O |                  |
| 1902 m | Nyusero        | Manicaland | 18° 36′ S, 032° 30′ O |                  |